# مدرسة البورت رويال
مدرسة البورت رويال Port Royal School من مدارس علم النفس، أسستها طائفة الينسينيين الفرنسية في القرن السابع عشر الميلادي. يعد كلا من أنطوان أرنولد وبييرنيكول من أبرز علمائها. اهتمت مدرسة البورت رويال بالجوانب التربوية والجوانب العقلية في السلوك الإنساني واستمرت قرابة الربع قرن ثم ما لبثت أن انقرضت.